# Богачик Сергій Анатолійович
Сергі́й Анато́лійович Бога́чик (нар. 4 липня 1939, Київ — пом. 25 липня 2015, Київ) — радянський та український футболіст, тренер і функціонер. Виступав на позиціях захисника та півзахисника у складах київського «Арсенала», чернігівської «Десни» та івано-франківського «Спартака». Багаторічний начальник резервних команд київського «Динамо».

## Життєпис
Сергій Богачик народився у Києві, де й почав займатися футболом спочатку в дитячій команді «Іскра», а згодом у Футбольній школі майстрів (ФШМ), після закінчення якої потрапив до резерву київського «Динамо». З 1958 року на молодіжному рівні виступав разом з Валерієм Лобановським, Андрієм Бібою та Олегом Базилевичем. Залучався до ігор молодіжної збірної СРСР, став чемпіоном країни серед юнаків та ФШМ.
За дублюючий склад київського «Динамо» провів в 1958—1959 роках 12 матчів.
У 1959 році перейшов до київського «Арсеналу», що виступав у класі «Б» чемпіонату СРСР. У складі киян провів 3,5 сезони, після чого транзитом через чернігівську «Десну» опинився у Івано-Франківську, приставши на пропозицію місцевого «Спартака». У новому клубі Богачик протягом п'яти сезонів був одним з ключових гравців команди, однак у 1967 році повісив бутси на цвях у віці 28 років.
Закінчивши активні виступи, Сергій Анатолійович повернувся до Києва, де протягом багатьох років працював старшим викладачем, а згодом і завідувачем кафедри фізичної культури у Київському технологічному інституті харчової промисловості. Сергій Богачик набирав до інституту абітурієнтів-вихованців «Динамо», що навчалися у цьому закладі на стаціонарі, вступивши туди після випускного дев'ятого класу середньої школи. Задля допомоги у навчанні Сергій Анатолійович започаткував для своїх абітурієнтів спеціальні безкоштовні курси з математики та фізики. Серед студентів інституту харчової промисловості було багато відомих футболістів, що виступали у вищих лігах чемпіонатів СРСР та України. Протягом всього періоду викладання Богачик тісно співпрацював з «динамівськими» тренерами Терлецьким, Бишовцем та Крощенком.
Саме в співпраці з Крощенком Сергій Анатолійович спробував себе у ролі тренера, займаючись підготовкою хлопців у «Динамо-3».
1989 року разом з Крощенком привів юних динамівців до звання чемпіонів СРСР серед юнаків. За ту команду грали Шовковський, Ващук, Федоров, Венглинський-старший, Баланчук, Сьомка, Ковальчук, Клименко.
Згодом Богачик приєднався до тренерського штабу другої команди, а з 1994 року і до самої смерті обіймав посаду начальника «Динамо-2».
З Валерієм Лобановським підтримував дружні стосунки багато років.
Помер 25 липня 2015 року. Похований на Лісовому кладовищі Києва.